# Condado de McDowell (Virgínia Ocidental)
O Condado de McDowell é um dos 55 condados do estado norte-americano da Virgínia Ocidental. A sede do condado é Welch, que é também a sua maior cidade. O condado tem uma área de 1386 km² (dos quais 0,1 km² estão cobertos por água), uma população de 27 329 habitantes, e uma densidade populacional de 20 hab/km² (segundo o censo nacional de 2000). O condado foi fundado em 1843 e recebeu o seu nome em homenagem a James McDowell (1795-1851), que foi governador da Virgínia entre 1843 e 1846.
Este condado fez parte do estado da Virgínia até 1863, quando diversos condados cindiram a ligação à Virgínia durante a Guerra Civil Americana.